# Płaczemy pięścią w stół
Płaczemy pięścią w stół – singel polskiego rapera Sokoła, promujący album studyjny Nic. Singel został wydany 8 października 2021.
Nagranie otrzymało w Polsce status złotego singla, przekraczając liczbę 25 tysięcy sprzedanych kopii.

## Geneza utworu i historia wydania
Piosenka została napisana i skomponowana przez Kamila Kordawieckiego i Wojciecha Sosnowskiego.
Singel ukazał się w formacie digital download 8 października 2021 w Polsce. Piosenka została umieszczona na piątym albumie studyjnym Sokoła – Nic.

## Teledysk
Do utworu powstał teledysk, który udostępniono w dniu premiery singla za pośrednictwem serwisu YouTube.

## Lista utworów
- Digital download[6]

1. „Płaczemy pięścią w stół” – 3:26

## Certyfikaty
| Kraj          | Certyfikat  | Sprzedaż |
| ------------- | ----------- | -------- |
| Polska (ZPAV) | złota płyta | 25 000+  |